# جون ويليام ريتشاردسون
جون ويليام ريتشاردسون هو سياسي كندي، ولد في 23 أغسطس 1863، وتوفي في 20 أغسطس 1938. شغل منصب عمدة نورث باي في عام 1902 ومن عام 1932 إلى عام 1933.
جون هو ابن مهاجر إنجليزي،  ولد في بلدة فورست في إقليم كندا الغربية.  عمل أولاً مع السياسي جورج فريدريك مارتر عندما كان تاجرا. ذهب ريتشاردسون لاحقا إلى وينيبيغ حيث دخل في تجارة الأدوات المنزلية.  كما عمل في صانعا للقصدير على سطح مباني برلمان مانيتوبا. تزوج عام 1885 من إليزا هيل من وينيبيغ وأنجب منها أربعة أطفال. قدم ريتشاردسون إلى نورث باي في عام 1885. وافتتح متجرًا للقصدير، وأصبح لاحقا متجرًا للأدوات ثم متجر عام.
خدم في مجلس نورث باي كرئيس للجنة تخطيط المدن وعضواً في مجلس إدارة المدرسة العامة. كان ريتشاردسون أيضًا رئيسًا لجمعية البستنة المحلية. كما شغل منصب رئيس الجماعة البرتقالية المحلية. 
توفي ريتشاردسون قبل عيد ميلاده الخامس والسبعين بقليل بسبب مشكلة في القلب أثرت عليه في السنوات الخمس الأخيرة من حياته. 

ظل متجر ريتشاردسون يعمل في يد العائلة حتى عام 1998 عندما دمر في حريق. 